# Georges Duthuit
Georges Duthuit (4 juin 1891 - 9 août 1973) est un écrivain, historien et critique d'art français.
Historien d'art, Georges Duthuit a été un grand commentateur d'Henri Matisse, dont il était le gendre par son mariage avec sa fille aînée Marguerite. Il a également travaillé sur Nicolas de Staël, Jean-Paul Riopelle ou Bram Van Velde. Il a été un proche des artistes surréalistes, en particulier d'André Masson. En 1939, il a participé au Collège de sociologie de Georges Bataille. En 1942, André Breton le cite dans Prolégomènes à un troisième manifeste du surréalisme ou non parmi les esprits « les plus lucides et les plus audacieux d'aujourd'hui. »
Georges Duthuit a été attaché au musée du Louvre (1931) ; il était spécialiste d'art ancien et d'archéologie, de Byzance et d'art copte en particulier.
En 1948, il reprend la direction de la revue transition fondée entre autres par Eugène Jolas. Il entretient, entre 1948 et 1954, une correspondance nourrie avec Samuel Beckett, lequel, pendant quelques années, éprouve une forte amitié pour lui,.

## Œuvres
- Byzance et l'art du XIIe siècle (Librairie Stock, 1926)
- La sculpture copte (Van Oest, 1931)
- Le musée inimaginable (José Corti, 1956), pamphlet inspiré par Le Musée imaginaire de Malraux.
- L'image en souffrance (Georges Fall, Éditeur, 1961)
- Le feu des signes (Skira, 1962)
- Une fête en Cimmérie (Fernand Mourlot, 1964)
- Représentation et Présence (1974), premiers écrits édités par Yves Bonnefoy.
- Les Fauves, reprise remaniés d'articles parus dans Les Cahiers d’Art, de 1929 à 1931 (Les trois Collines, 1949 ; réed. Michalon)
- Écrits sur Matisse (École nationale des Beaux Arts, 1993)
- Bram Van Velde, Œuvre gravé (Maeght, 2002)
- Autour de Georges Duthuit (Actes sud, 2003)

## Archives
- Fonds : Georges Duthuit (1914-1974) [archives écrites et photographiques ; 90 boites d'archives, 18 boites de plaques de verre.].  Cote : DUTH. Paris : Bibliothèque Kandinsky, Centre Pompidou (présentation en ligne).